# Olegario
Olegario, en catalán Oleguer, (Barcelona, 1060-6 de marzo de 1137) fue obispo de Barcelona y arzobispo de Tarragona. Se celebra su festividad el día de su muerte y sus restos, incorruptos, reposan en la capilla del Cristo de Lepanto, en la catedral de Barcelona.
Hijo de noble familia nació en Barcelona. Su padre era secretario del conde de Barcelona, Ramón Berenguer I. Su madre, Guilia, descendía de la nobleza goda. A los 10 años de edad fue encomendado por sus padres a la catedral de Santa Cruz de la Ciudad Condal, donde recibió su primera educación, entrando en el gremio de canónigos de la catedral de Barcelona.
Antes de ser obispo de Barcelona, fue prepósito de las canonjías de Barcelona y de San Adrián de Besós, y Sant Rufo de Aviñón, fundador de la colegiata de Santa María de Tarrasa. Bajo el mandato de Ramón Berenguer III, es nombrado obispo de Barcelona en 1116, siendo consagrado por el cardenal Bosón, en la catedral de Magalona en Septimania, bajo el pontificado de Pascual II. En 1117 fue a Roma para presentar obediencia al papa Gelasio II.
Con la reconquista de Tarragona, fue investido arzobispo de Tarragona, sin perder la mitra barcelonesa, y a partir de entonces actuó como metropolitano con plenos derechos, recibiendo además, como administrador eclesiástico, los territorios de la aún no restaurada diócesis de Tortosa.
Fue un hombre con grandes influencias en la política de su tiempo, buen consejero y colaborador de Ramón Berenguer III y Ramón Berenguer IV, participó activamente en la renovación que la iglesia de Roma realizó en estos siglos, adquiriendo más independencia del poder civil.  Tuvo conflictos con el príncipe de Tarragona (vídamo o defensor del territorio arzobispal), Robert d'Aguiló.
Le ha sido atribuido un papel preponderante en diciembre de 1134 cuando, junto con otros personajes civiles y eclesiásticos, acudió a Zaragoza para poner paz entre el rey Ramiro II de Aragón y Alfonso VII de Castilla.
Asistió a los concilios de Tolosa, Reims, y al I de Letrán, noveno de los ecuménicos. Enviado por el papa Inocencio II al Concilio de Letrán II, coincidió allí con San Bernardo de Claraval. La elocuencia de sus argumentos consiguió la excomunión del antipapa Anacleto.
Se le considera uno de los obispos más eminentes de la Edad Media, con una gran influencia sobre toda la Iglesia latina. 
Fue declarado santo oficialmente en 1675; los siglos que habían pasado desde su muerte, sugieren la idea de que mantuvo su fama de hombre piadoso, fuertemente unido al pueblo y a los estamentos eclesiásticos.

## Veneración
Olegario fue venerado en Barcelona desde su muerte, por su piedad y vida modélica. Fue canonizado por la Iglesia en el año 1675. 
Su cuerpo incorrupto reposa actualmente en la Catedral de Barcelona, en un camarín situado en la capilla del Cristo de Lepanto. El 6 de marzo de cada año se abre al público dicho camarín, donde puede visitarse la urna de cristal que contiene el cuerpo incorrupto de San Olegario revestido con los ornamentos de obispo.
El camarín, de estilo barroco, fue esculpido por Francesc Grau y Domènech Rovira II. Su entrada y escaleras están decoradas con pinturas barrocas. Este sepulcro barroco mantiene la escultura yacente, gótica, realizada por Pere Sanglada en el año 1406.